# Японский серау
Японский серау, или японский сероу (лат. Capricornis crispus), — млекопитающее семейства полорогих, эндемик Японских островов. 
Обнаружен в лесистой местности Хонсю.

## Описание
Японские серау в среднем весят 35—38 кг, однако отдельные особи могут достигать веса до 130 кг. Высота в плечах 60—90 см (в среднем 73 см). Самцы в среднем незначительно крупнее самок. Могут быть чёрного, чёрного с белыми пятнами на спине и тёмно-коричневого окраса. Рога есть как у самцов, так и у самок: до 10 см в длину, диаметром около 3 см у основания.

## Образ жизни
Японские серау ведут дневной, одиночный образ жизни, питаются листьями туи и японского кипариса, а также желудями. Собираются в пары только для разведения потомства. Средняя продолжительность жизни около 5 лет, однако отдельные особи могут жить до 10 лет.
В связи с тем, что во второй половине 1970х годов увеличилось число случаев повреждения лесонасаждений из криптомерии и японского кипарисовика обитавшими в горных районах острова Хонсю серау, в 1979 году правительство Японии разрешило их отстрел в центральной части острова (в префектурах Гифу и Нагано).

## Фото

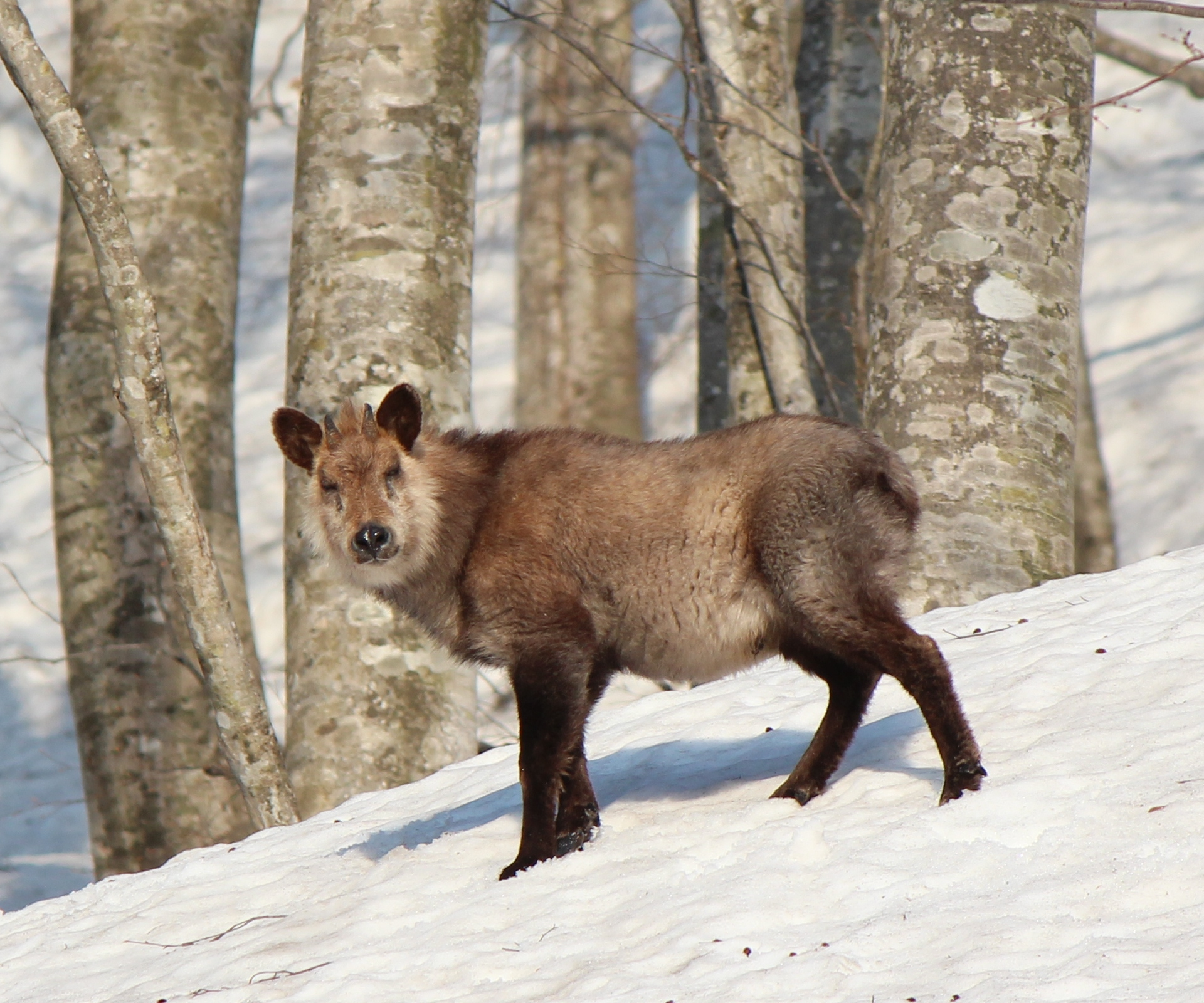
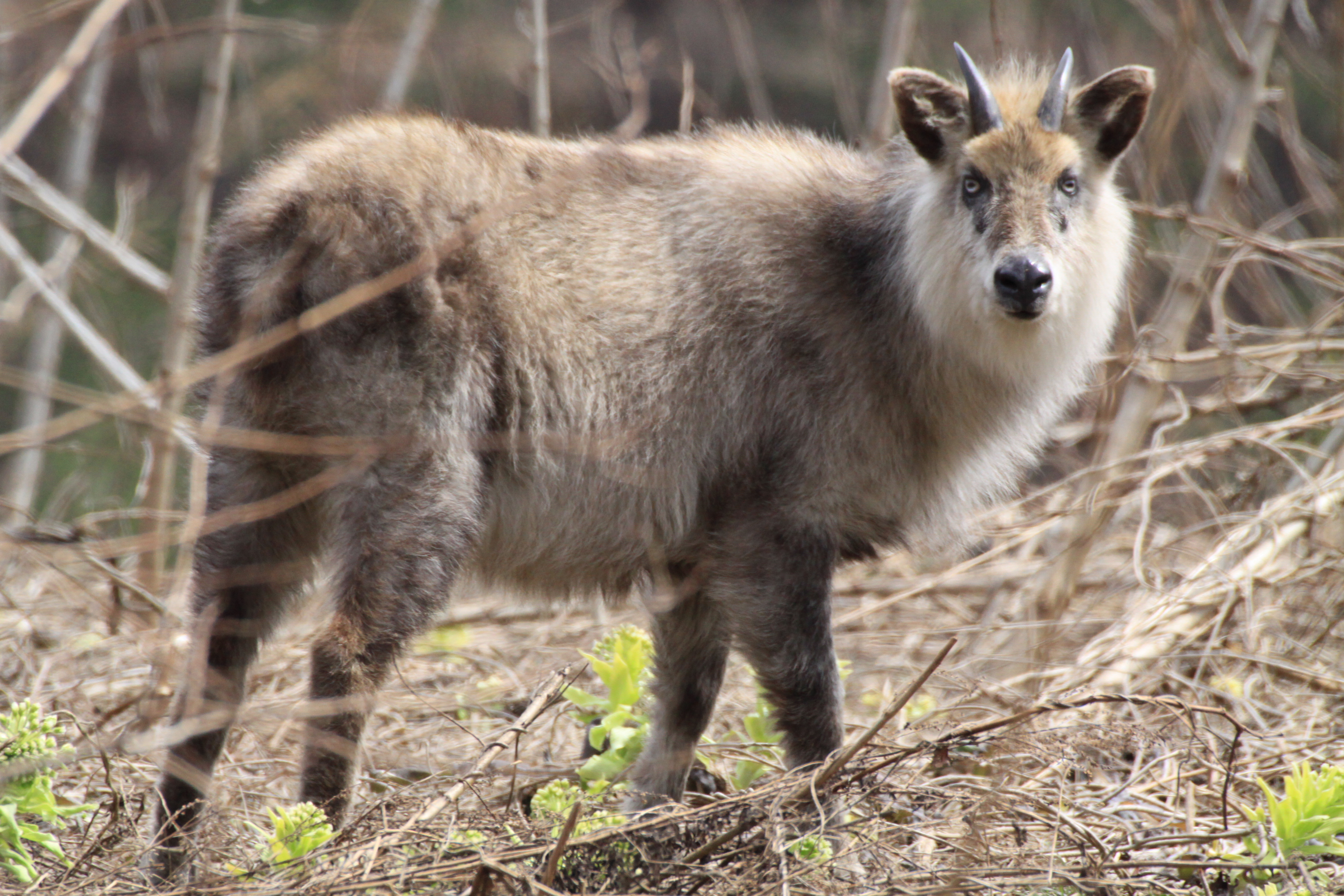
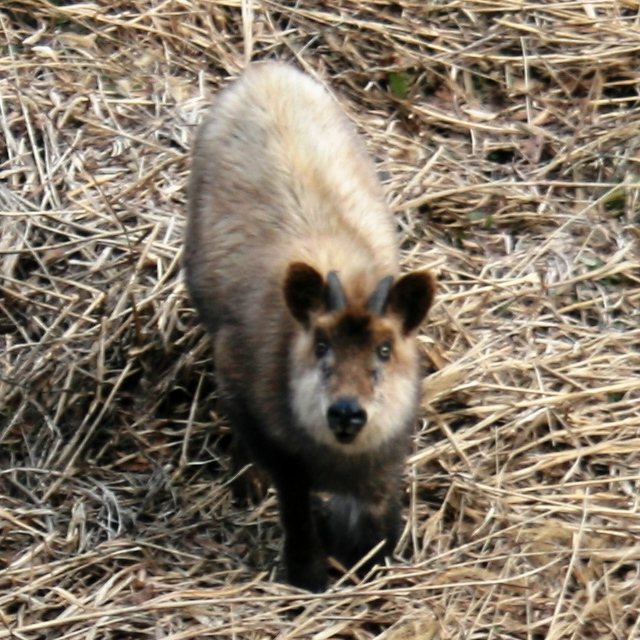
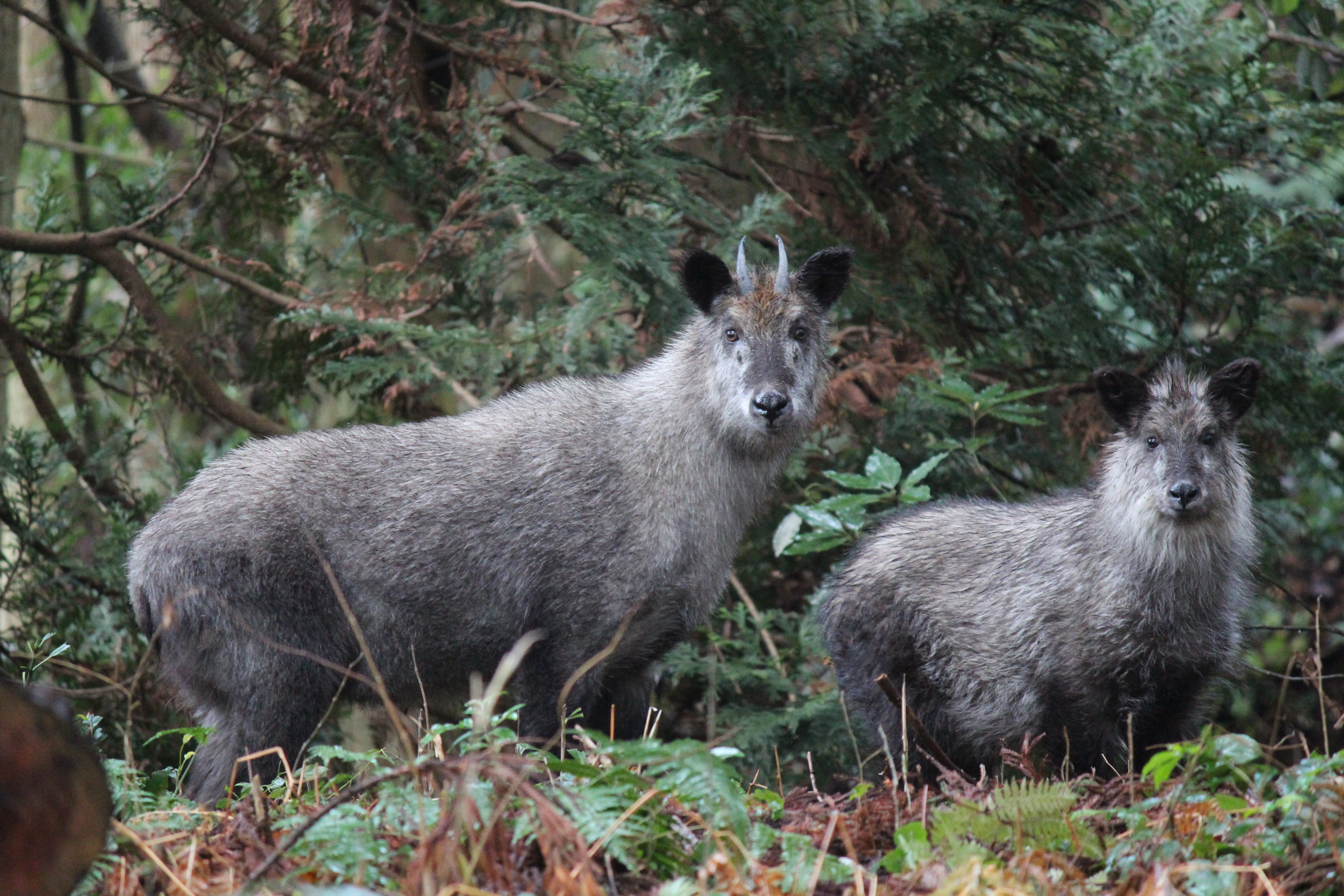
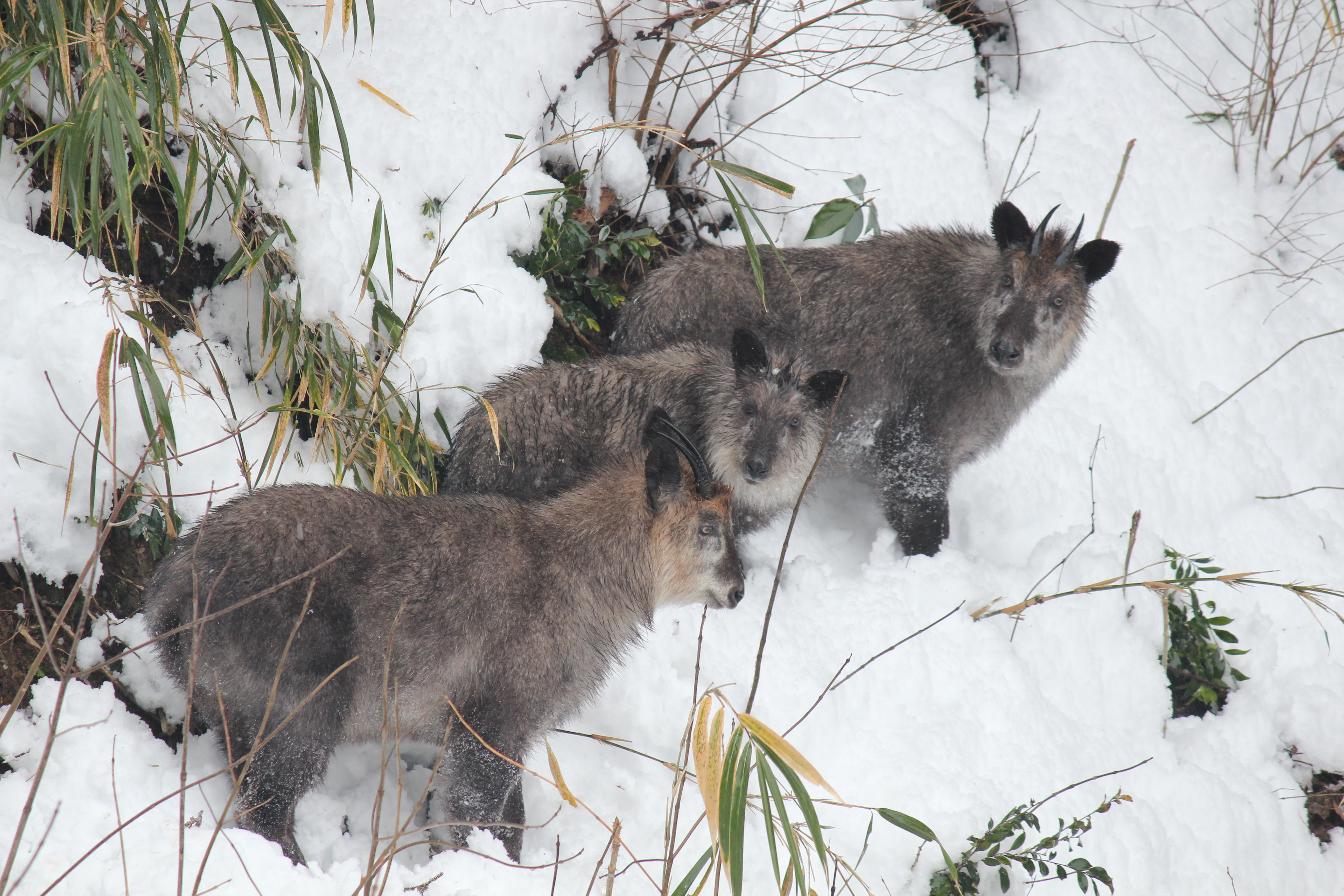
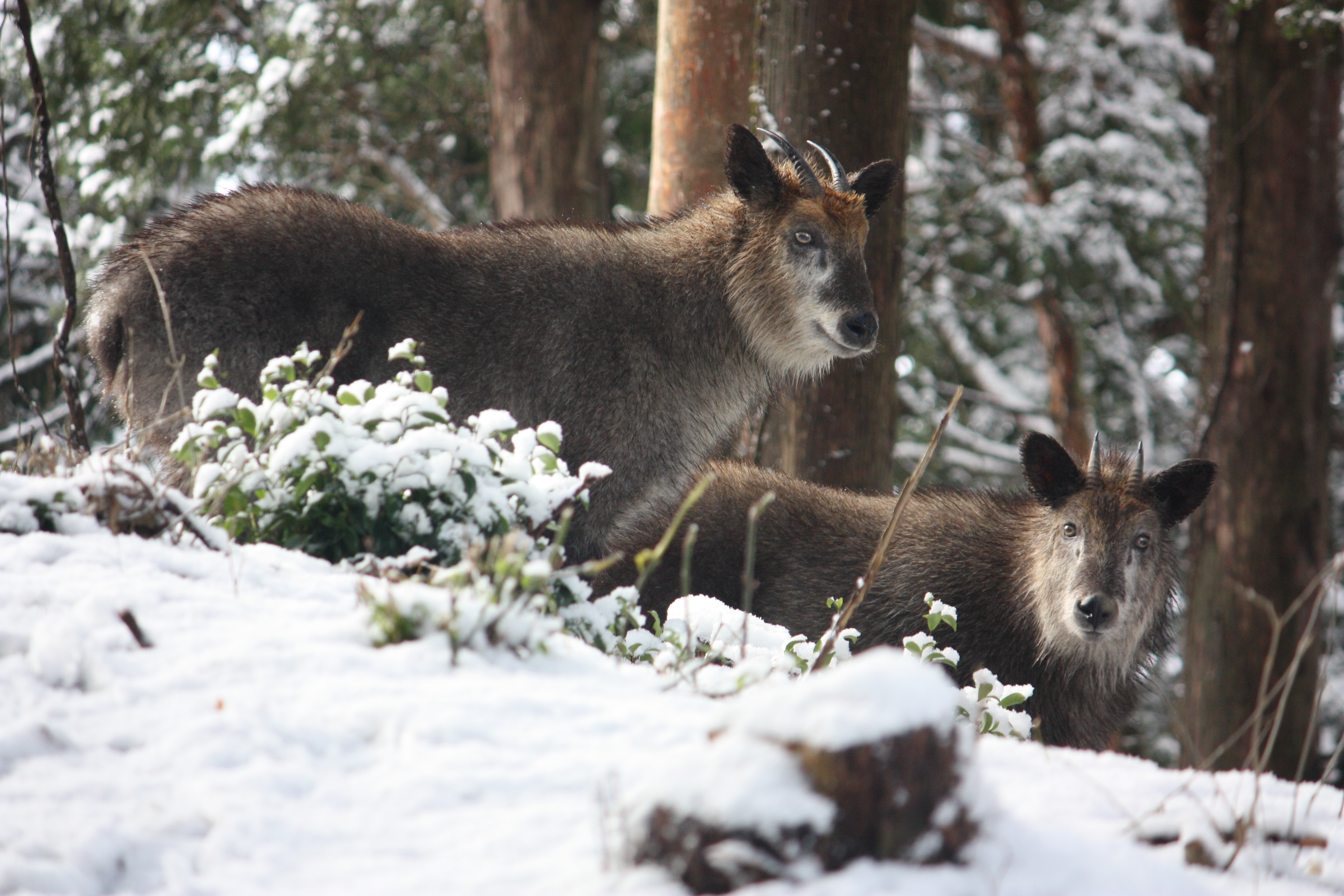
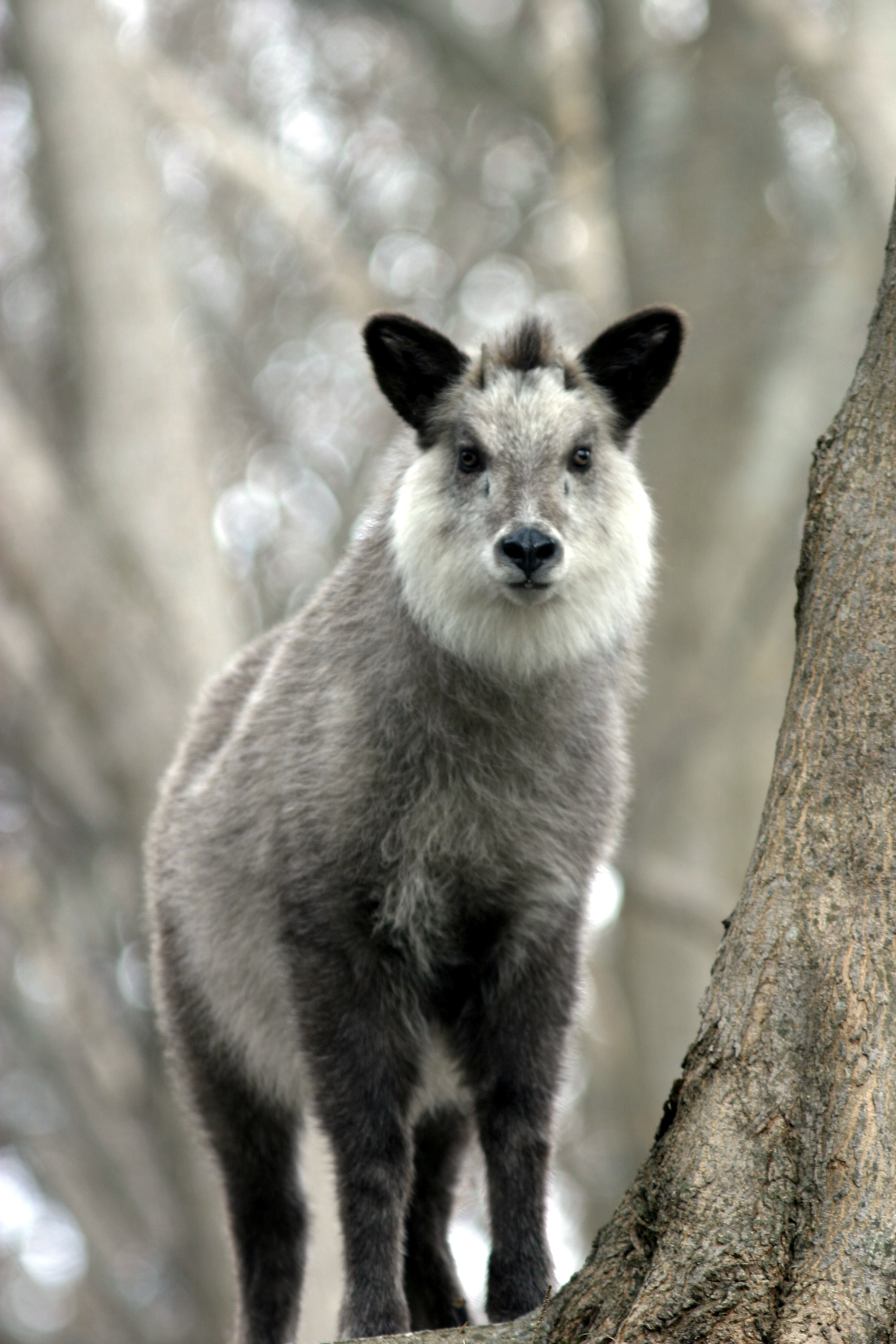